# زيد بن حارثة
أبو أُسَامَة زَيدُ بنُ حَارِثَةٍ بن شَراحيل بن كَعبٍ بن عَبدِ العُزَّى بنُ يَزِيدٍ الكَلبِيّ (المتوفى سنة 8 هـ الموافق 629 م،) صحابي وقائد عسكري مسلم، كان مولى للنبي محمد صلى الله عليه وسلم، وكان النبي قد تبناه قبل بعثته، وهو أول الموالي إسلامًا، ومن السابقين الأولين للإسلام، والوحيد من بين أصحاب النبي محمد صلى الله عليه وسلم الذي ذُكر اسمه في القرآن. شهد زيد العديد من غزوات النبي، كما بعثه قائدًا على عدد من السرايا. استشهد زيد في غزوة مؤتة وهو قائد جيش المسلمين أمام جيش من البيزنطيين والغساسنة يفوق المسلمين عددًا.

## سيرته

### نشأته وتبني النبي محمدﷺله
ولد زيد بن حارثة بن شراحيل (وقيل شرحبيل) بن كعب قبل الهجرة النبوية بسبعة وأربعين سنة، وقيل بثلاثة وأربعين سنة في ديار قومه بني كلب أحد بطون قضاعة، أما أمه فهي سُعدى بنت ثعلبة بن عبد عامر بن أفلت من بني معن من طيّئ. تعرض زيد للأسر وهو غلام صغير حيث اختطفته خيل بني القين بن جسر قبل الإسلام، حين أغارت على ديار بني معن أهل أمه وكان معها في زيارة لأهلها، فباعوه في سوق عكاظ، فاشتراه حكيم بن حزام لعمته خديجة بنت خويلد بأربعمائة درهم. فلما تزوجها النبي محمد وهبته له. ثم مر زمن، وحج أناس من قبيلته كلب، فرأوه فعرفهم وعرفوه، ثم عادوا وأخبروا أباه بمكانه، فخرج أبوه حارثة وعمه كعب يفتدونه. والتقوا النبي محمد وطلبوا فدائه، فدعاهما إلى تخيير زيد نفسه إن شاء بقي، وإن شاء عاد مع أهله دون مقابل. ثم دعاه النبي محمد، وقال له: «فأنا من قد علمت ورأيت صحبتي لك فاخترني أو اخترهما»، فقال زيد: «ما أنا بالذي أختار عليك أحدًا. أنت مني بمكان الأب والأم»، فتعجّب أبوه وعمه وقالا: «ويحك يا زيد أتختار العبودية على الحرية وعلى أبيك وعمك وأهل بيتك؟!»، قال: «نعم. إني قد رأيت من هذا الرجل شيئًا ما أنا بالذي أختار عليه أحدًا أبدًا»، فلما رأى النبي محمد منه ذلك، خرج به إلى الحِجْر، وقال: «يا من حضر اشهدوا أن زيدًا ابني أرثه ويرثني». فلما رأى ذلك أبوه وعمه اطمأنا وانصرفا. فصار زيد يُدعي «زيد بن محمد»،

### إسلامه وصحبته للنبي محمد
ولما دعا النبي محمد دعوته إلى الإسلام، كان زيد من السابقين الأولين للإسلام، فكان إسلامه بعد خديجة بنت خويلد وعلي بن أبي طالب، وقبل أبي بكر الصديق، وهو أول الموالي إسلامًا. ومنذ إسلامه، صحب زيد النبي محمد، إلى أن أمره النبي محمد بالهجرة إلى يثرب، فهاجر زيد ونزل ضيفًا على كلثوم بن الهدم، ولما آخى النبي محمد بين أصحابه، آخى بين زيد بن حارثة وحمزة بن عبد المطلب، وقيل بينه وبين أسيد بن حضير.
شهد زيد مع النبي محمد غزوة بدر، وهو الذي كان البشير إلى المدينة المنورة بالنصر. ثم شارك بعدها في غزوات أحد والخندق وخيبر، وشهد صلح الحديبية، كما استخلفه النبي محمد على المدينة حين خرج إلى المُرَيسِيع، وعُرف عن زيد أنه من الرُماة المهرة. كما عقد له النبي محمد اللواء في سبع سرايا أولها القَرَدَة، ثم إلى الجَمُومِ، ثم إلى العِيص، ثم إلى الطَّرْف، ثم إلى حِسْمَى، ثم إلى أم قِرْفَة، ثم عقد النبي محمد لواء غزوة مؤتة، وجعله القائد الأول على ثلاثة آلاف مقاتل من المسلمين يُقاتلون عدوًا من الروم والغساسنة يفوقونهم عُدّةً وعتادًا، فأوصى المسلمين بترتيب القادة فقال: «فإن قُتل فجعفر بن أبي طالب، فإن قُتل فعبد الله بن رواحة»، وقد صدق حدس النبي محمد، حيث قُتل زيد في المعركة طعنًا بالرماح، وكان ذلك في جُمادى الأولى سنة 8 هـ، وكان عُمره يوم قُتل 55 سنة.

### زواجه من زينب بنت جحش وإبطال التبني
تبنّى النبي محمد زيدًا، فكان أهل مكة يدعونه «زيد بن محمد»، وزوّجه من ابنة عمته زينب بنت جحش ﴿وَمَا كَانَ لِمُؤْمِنٍ وَلَا مُؤْمِنَةٍ إِذَا قَضَى اللَّهُ وَرَسُولُهُ أَمْرًا أَنْ يَكُونَ لَهُمُ الْخِيَرَةُ مِنْ أَمْرِهِمْ وَمَنْ يَعْصِ اللَّهَ وَرَسُولَهُ فَقَدْ ضَلَّ ضَلَالًا مُبِينًا ۝٣٦﴾ [الأحزاب:36]. ثم طلّق زيد زوجته زينب، وأراد النبي محمد الزواج منها، ولكنه تردد في الزواج منها كونها زوجة سابقة لمُتبنّاه إلى أن جاء الوحي يأمره بالزواج منها: ﴿وَإِذْ تَقُولُ لِلَّذِي أَنْعَمَ اللَّهُ عَلَيْهِ وَأَنْعَمْتَ عَلَيْهِ أَمْسِكْ عَلَيْكَ زَوْجَكَ وَاتَّقِ اللَّهَ وَتُخْفِي فِي نَفْسِكَ مَا اللَّهُ مُبْدِيهِ وَتَخْشَى النَّاسَ وَاللَّهُ أَحَقُّ أَنْ تَخْشَاهُ فَلَمَّا قَضَى زَيْدٌ مِنْهَا وَطَرًا زَوَّجْنَاكَهَا لِكَيْ لَا يَكُونَ عَلَى الْمُؤْمِنِينَ حَرَجٌ فِي أَزْوَاجِ أَدْعِيَائِهِمْ إِذَا قَضَوْا مِنْهُنَّ وَطَرًا وَكَانَ أَمْرُ اللَّهِ مَفْعُولًا ۝٣٧﴾ [الأحزاب:37]، فأبطلت الآية الحرج الذي كان يتحرجه أهل الجاهلية من أن يتزوج الرجل زوجة دعيُّه، كما نزلت آية: ﴿ادْعُوهُمْ لِآبَائِهِمْ هُوَ أَقْسَطُ عِنْدَ اللَّهِ فَإِنْ لَمْ تَعْلَمُوا آبَاءَهُمْ فَإِخْوَانُكُمْ فِي الدِّينِ وَمَوَالِيكُمْ وَلَيْسَ عَلَيْكُمْ جُنَاحٌ فِيمَا أَخْطَأْتُمْ بِهِ وَلَكِنْ مَا تَعَمَّدَتْ قُلُوبُكُمْ وَكَانَ اللَّهُ غَفُورًا رَحِيمًا ۝٥﴾ [الأحزاب:5] فأبطلت التبنّي ذاته، فدُعِيَ يومئذ زيد بن حارثة، ودُعي المقداد بالمقداد بن عمرو وكان يقال له قبل ذلك المقداد بن الأسود، وكان الأسود بن عبد يغوث الزُهري قد تبناه، ودعي الأدعياء إلى آبائهم. وقد صدّق على ذلك قول ابن عمر: «ما كنا ندعو زيد بن حارثة إلا زيد بن محمد. فنزلت ادعوهم لآبائهم هو أقسط عند الله»، إلا أن زواج النبي محمد من زينب بنت جحش كان مدعاةً لتلاسن بعض أهل المدينة من المنافقين وطعنوا في الزواج، وقالوا: «محمد يُحرّم نساء الولد، وقد تزوج امرأة ابنه زيد»، فنزلت آية: ﴿مَا كَانَ مُحَمَّدٌ أَبَا أَحَدٍ مِنْ رِجَالِكُمْ وَلَكِنْ رَسُولَ اللَّهِ وَخَاتَمَ النَّبِيِّينَ وَكَانَ اللَّهُ بِكُلِّ شَيْءٍ عَلِيمًا ۝٤٠﴾ [الأحزاب:40].

### صفته وأسرته
كان زيد بن حارثة قصيرًا، شديد الأدمة، أفطس، وقيل كان شديد البياض، أحمر، وكان ابنه أسامة آدم شديد الأدمة. أما أسرته فقد زوّجه النبي محمد من مولاته وحاضنته أم أيمن، فولدت له أسامة، ولما تبنّاه زوّجه ابنة عمته زينب بنت جحش ثم طلّقها، وتزوّج أم كلثوم بنت عقبة بن معيط فأنجبت له زيد لكنه مات صغيرًا، ورُقية ماتت أخرى صغيرة ولكن بعد أبيها، ثم طلّقها وتزوّج درة بنت أبي لهب، ثم طلّقها وتزوّج هند بنت العوام بن خويلد أخت الزبير.

## روايته للحديث النبوي
روى زيد بن حارثة بعض الأحاديث النبوية عن النبي محمد مباشرة وعن أنس بن مالك، ورواها عنه أنس بن مالك والبراء بن عازب وعبد الله بن عباس وابنه أسامة بن زيد وحفيده حسن بن أسامة وابن حفيده زيد بن حسن وأخوه جبلة بن حارثة. قد روى له النسائي حديثًا في سننه، وروى محمد بن ماجه له حديثًا آخر.

## مكانته
لم يسم أحد من الصحابة في القرآن باسمه إلا زيد بن حارثة، كما كان لزيد بن حارثة مكانة عالية عند النبي محمد، فقد رُوي أنه قال له: «يا زيد، أنت مولاي ومني وإلي وأحب القوم إلي»، وكان أصحاب النبي محمد يُسمونه «حِبُّ رسول الله»، ولما بلغ النبي محمد مقتل زيد وجعفر بن أبي طالب وعبد الله بن رواحة في مؤتة، استغفر النبي محمد لهم، فقال: «اللهم اغفر لزيد، اللهم اغفر لزيد، اللهم اغفر لزيد، اللهم اغفر لجعفر، ولعبد الله بن رواحة»، ثم زار أهل بيت زيد، وأجهش بالبكاء حتى انتحب لما رأى بكاء رقية بنت زيد، فقال له سعد بن عبادة: «يا رسول الله ما هذا؟»، قال: «هذا شوق الحبيب إلى حبيبه». وحين قرر النبي محمد أن يبعث بعثًا، وأمّر عليهم أسامة بن زيد، طعن بعض الناس في إمرته، فقام النبي محمد، فقال: «إن تطعنوا في إمرته، فقد كنتم طعنتم في إمرة أبيه من قبله. وأيم الله إن كان لخليقًا للإمارة، وإن كان لمن أحب الناس إلي، وإن هذا لمن أحب الناس إلى بعده».
كما قالت عائشة بنت أبي بكر عن زيد: «ما بعث رسول الله ﷺ زيد بن حارثة في سريّة، إلا أمره عليهم، ولو بقي لاستخلفه». وحين فرض الخليفة الثاني عمر بن الخطاب لأسامة بن زيد عطاءً من بيت مال المسلمين أكثر مما فرض لابنه عبد الله بن عمر، كلمه عبد الله في ذلك، فقال: «إنه كان أحب إلى رسول الله ﷺ منك، وإن أباه كان أحب إلى رسول الله ﷺ من أبيك».